# Менеджер виртуальной памяти
Менеджер виртуальной памяти (далее просто «менеджер памяти») — часть операционной системы, благодаря которой можно адресовать память большую, чем объем физической памяти (ОЗУ).
Благодаря виртуальной памяти можно запускать множество ресурсоёмких приложений, требующих большого объёма ОЗУ. Максимальный объём виртуальной памяти, который можно получить, используя 24-битную адресацию, — 16 мегабайт. С помощью 32-битной адресации можно адресовать до 4 ГБ виртуальной памяти. А 64-битная адресация позволяет работать уже с 16 эксабайтами памяти.
Применение механизма виртуальной памяти позволяет:
- упростить адресацию памяти клиентским программным обеспечением;
- рационально управлять оперативной памятью компьютера (хранить в ней только активно используемые области памяти);
- изолировать процессы друг от друга (процесс полагает, что монопольно владеет всей памятью).